# Coronel (Chili)
Pour les articles homonymes, voir Coronel.
Coronel est une ville et une commune du Chili faisant partie de la province de Concepción, elle-même rattachée à la région du Biobío. En 2012, la population de la commune s'élevait à 109 313 habitants. La superficie de la commune est de 591 km2 (densité de 56 hab./km2).

Position de Coronel (en rouge) au sein de la Région du Biobío.